# Bầu trời bán cầu bắc

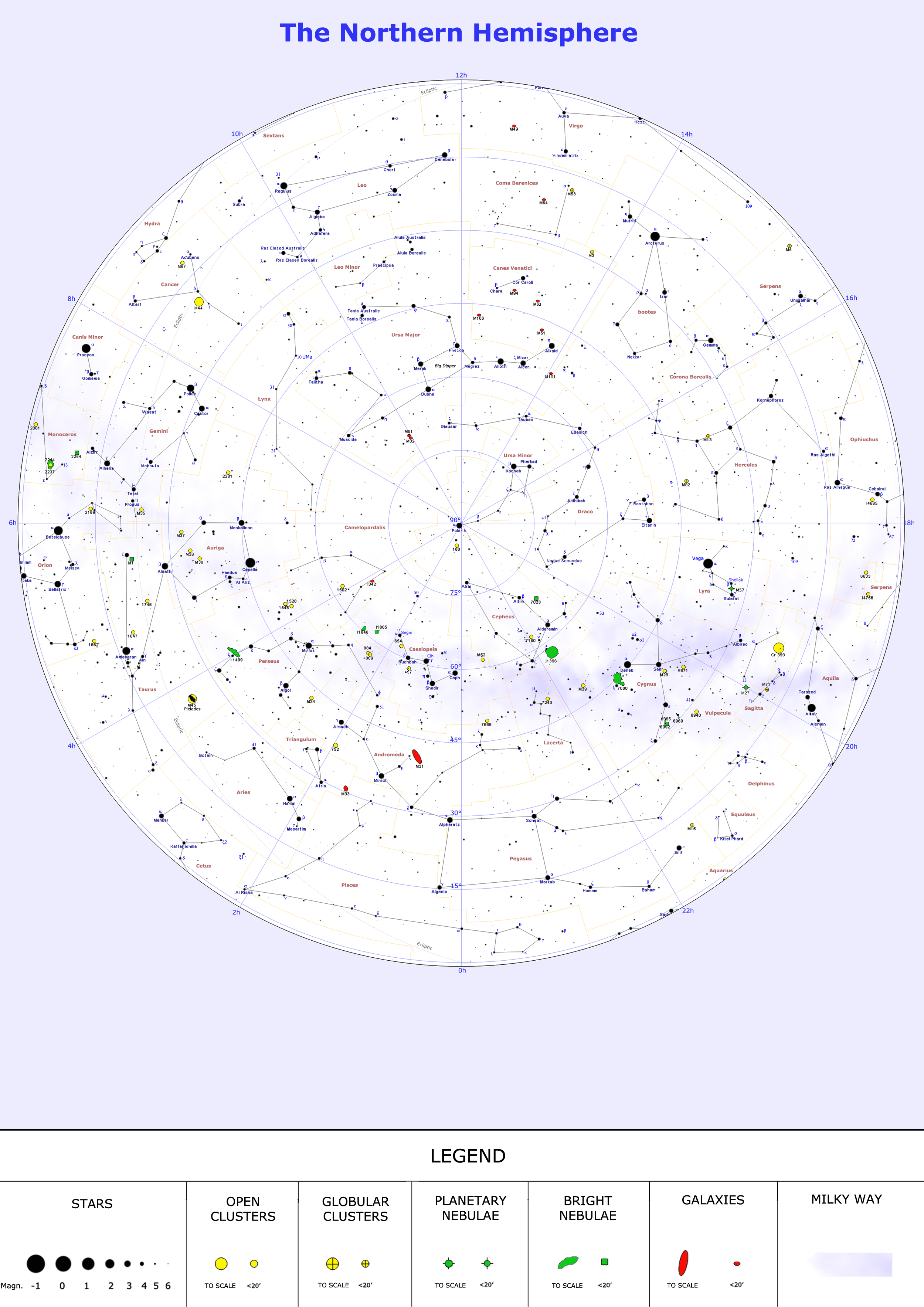
Một biểu đồ sao của toàn bộ bầu trời phương Bắc, tập trung vào cực thiên thể phía bắc

Bầu trời bán cầu bắc, còn được gọi là Bầu trời phía Bắc, là nửa phía bắc của thiên cầu; đó là, nó nằm ở phía bắc của đường xích đạo thiên cầu. Quả cầu tùy ý này dường như quay về phía tây quanh một trục cực do vòng quay của Trái Đất.
Tại bất kỳ thời điểm nào, toàn bộ Bầu trời phía Bắc đều có thể nhìn thấy từ địa lý Cực Bắc, trong khi ít hơn bán cầu này có thể nhìn thấy được ở phía nam xa hơn mà người quan sát được đặt. Đối tác phía nam là bán cầu nam.

## Thiên văn học
Trong bối cảnh các cuộc thảo luận thiên văn hoặc viết về bản đồ thiên thể, bán cầu thiên thể này sau đó cũng có thể được gọi đơn giản là Bắc bán cầu.
Với mục đích lập bản đồ thiên thể, các nhà thiên văn học có thể hình dung bầu trời khi bên trong một quả cầu được chia thành hai nửa bởi đường xích đạo thiên thể. Do đó, bầu trời phía Bắc hoặc Bắc bán cầu là một nửa của thiên cầu nằm ở phía bắc của đường xích đạo thiên thể.
Mặc dù thuyết địa tâm này là hình chiếu lý tưởng của xích đạo mặt đất trên quả cầu thiên thể tưởng tượng, bán cầu thiên thể phía bắc và phía nam không bị nhầm lẫn với các mô tả về bán cầu trên mặt đất của chính Trái Đất.